# Simone Marcovecchio
Simone Marcovecchio (ur. 18 lipca 1997 w Campobasso) – włoski siatkarz, grający na pozycji atakującego. Od sezonu 2019/2020 występuje w drużynie Inter Volley Foligno.